# Ust'-Kišert'
Ust'-Kišert' (in russo Усть-Кишерть?) è un villaggio della Russia europea nord-orientale (Territorio di Perm'); è il centro amministrativo del distretto Kišertskij.
Si trova a sud-est di Perm', sul fiume Kišert, affluente del Sylva.